# Derby di Genova

Il rossoblu Fabio Galante protegge il pallone dalla pressione del blucerchiato Ruud Gullit nel derby del 5 dicembre 1993, terminato in parità.

Il derby di Genova, conosciuto anche come derby della Lanterna, è la partita di calcio tra le due maggiori squadre calcistiche genovesi, il Genoa e la Sampdoria.
Si tratta di uno dei più antichi derby d'Italia e dal secondo dopoguerra contrappone solo le due citate squadre della Superba: tuttavia, prima della nascita della Sampdoria, avvenuta nel 1946, il Genoa affrontò altre formazioni quali Andrea Doria, Sampierdarenese (negli anni trenta, quando Sampierdarena era già entrata a far parte del comune di Genova) e La Dominante, sebbene quest'ultima solo in gare amichevoli perché il regolamento dell'epoca impediva l'inserimento di squadre della stessa città nel medesimo girone eliminatorio. Da segnalare inoltre, tra il 1919 e il 1923, la partecipazione di altre squadre genovesi ai gironi eliminatori liguri validi per il massimo campionato di calcio, con relativo aumento esponenziale del numero dei derby. Per la cronaca si tratta, in ordine di apparizione, di Giovani Calciatori Grifone (club scioltosi alla fine della stagione 1919-20), Spes Genova e Giovani Calciatori Genova (club scioltosi alla fine della stagione di Prima Categoria FIGC 1921-22).
Il derby a Genova è vissuto con notevole passione dalle tifoserie, che preparano l'evento settimane prima e lo ricordano per settimane dopo. Lo spettacolo di colori e suoni solitamente proposto dalle due gradinate di tifoserie opposte, la Gradinata Nord per il Genoa e la Gradinata Sud per la Sampdoria, regala all'atmosfera della partita un contributo raramente imitabile.
Il derby tra Genoa e Sampdoria è ai primi posti della classifica dei derby più sentiti del mondo, inoltre è la prima stracittadina italiana che sia stata giocata sia in Serie A sia in Serie B, similmente al Derby di Verona, come anche in Coppa Italia.

## Storia

De Vecchi (a sinistra) e Carzino (a destra), i due capitani di Genoa e Sampierdarenese, prima di una stracittadina del 1926.

Il derby si disputa dal 1902, anno di fondazione della sezione calcistica dell'Andrea Doria, ma il primo storico "Derby della Lanterna" fra Genoa e Sampdoria viene disputato il 3 novembre 1946 presso lo stadio Luigi Ferraris e termina 3 a 0 per la neonata compagine blucerchiata. All'evento partecipano 40.000 spettatori.
Tra la fine degli anni ottanta e l'inizio degli anni novanta, quando le due squadre erano ai vertici del calcio italiano grazie ai presidenti Paolo Mantovani e Aldo Spinelli, il derby di Genova raggiunge il culmine di visibilità a livello nazionale e internazionale (nel 1992 la Sampdoria raggiunge la finale di Coppa dei Campioni, quarta finale europea in quattro anni, mentre il Genoa è semifinalista della coppa UEFA).
La stagione 1957-1958, in particolare l'anno solare 1958, è stata l'unica annata in cui si disputarono quattro derby, due di campionato e due di Coppa Italia.

Una fase del derby del 13 marzo 1977, con il genoano Roberto Pruzzo alle prese con la retroguardia blucerchiata.

Dalla fondazione della Sampdoria, avvenuta nel 1946 dalla fusione della Sampierdarenese con l'Andrea Doria, il derby è sempre stato disputato allo Stadio Luigi Ferraris nel quartiere di Marassi. Tuttavia, nella stagione 1994-1995 ci fu un forte rischio di disputare per la prima volta il derby di ritorno in campo neutro, vista la squalifica del campo del Genoa padrone di casa. Era già stato designato lo Stadio Renato Curi di Perugia come sede dell'incontro, ma la CAF annullò la squalifica a seguito del ricorso del Genoa e la sfida poté disputarsi regolarmente al Ferraris.
Il Genoa disputò il suo primo derby di Genova nel 1902 contro l'Andrea Doria, vincendolo. Risale invece al 1900 la prima sfida ufficiale fra Genoa e Sampierdarenese terminata 7 a 0 per la compagine genoana, anche se allora Sampierdarena era un comune autonomo (verrà inglobato nella "Grande Genova" solo nel 1926). La Sampdoria invece ha disputato tutti i suoi derby contro il Genoa. Da segnalare che l'Andrea Doria e la Sampierdarenese si sfidarono in quattro derby cittadini nelle stagioni 1926-1927 e 1945-1946, con tre successi dei cerchiati e un pareggio. Le due compagini si incrociarono pure in Serie C nel corso della stagione 1931-1932. L'ultimo derby tra Genoa e Sampdoria è stato disputato il 25 settembre 2024 in Coppa Italia e ha visto i blucerchiati superare il turno ai tiri di rigore.

## Statistiche dei derby

### Genoa-Andrea Doria
Fu il derby più antico di Genova.
|                                    | Gare giocate | Vittorie Genoa | Pareggi | Vittorie Andrea Doria | Reti Genoa | Reti A.Doria |
| Prima Categoria                    | 26           | 16             | 6       | 4                     | 62         | 29           |
| Divisione Nazionale                | 2            | 1              | 0       | 1                     | 1          | 3            |
| Totale Campionato / Gare ufficiali | 28           | 17             | 6       | 5                     | 63         | 32           |
| Palla "Henri Dapples"              | 10           | 5              | 3       | 2                     | 19         | 10           |
| Altre                              | 10           | 8              | 1       | 1                     | 32         | 10           |
| Totale                             | 48           | 30             | 10      | 8                     | 114        | 52           |

Altre: 1 Medaglia del Re, 5 Amichevoli, 2 Coppa Federale, 1 Coppa Goetzloff, 1 Coppa Lombardia.

### Genoa-Sampierdarenese
A partire dal 1926, anno in cui il Comune di Sampierdarena viene annesso al comune di Genova, la sfida tra queste due squadre diviene un derby cittadino a tutti gli effetti. A titolo d’informazione, tra parentesi vengono comunque riportati i dati antecedenti il 1926, che non erano però ancora dei derby.
Tra il 1937 e il 1945 la Sampierdarenese assunse la denominazione Liguria in seguito alla fusione con altre squadre del capoluogo.
|                        | Gare giocate | Vittorie Genoa | Pareggi | Vittorie Sampierdarenese | Reti Genoa | Reti Sampierdarenese |
| Prima Categoria        | (5)          | (4)            | (0)     | (1)                      | (21)       | (1)                  |
| Prima Divisione        | (4)          | (3)            | (0)     | (1)                      | (11)       | (5)                  |
| Serie A                | 14           | 8              | 2       | 4                        | 21         | 12                   |
| Divisione Nazionale    | 2            | 0              | 1       | 1                        | 1          | 3                    |
| Totale Campionato      | 16 (+9)      | 8 (+7)         | 3       | 5 (+2)                   | 22 (+32)   | 15 (+6)              |
| Campionato Alta Italia | 2            | 0              | 0       | 2                        | 2          | 5                    |
| Totale gare ufficiali  | 18 (+9)      | 8 (+7)         | 3       | 7 (+2)                   | 24 (+32)   | 20 (+6)              |
| Coppa Alta Italia      | 2            | 2              | 0       | 0                        | 9          | 1                    |
| Amichevoli             | 9 (+1)       | 7              | 2 (+1)  | 0                        | 23 (+1)    | 8 (+1)               |
| Totale                 | 29 (+10)     | 17 (+7)        | 5 (+1)  | 7 (+2)                   | 56 (+33)   | 29 (+7)              |

Coppa Alta Italia: 30 giugno 1946, Genoa-Sampierdarenese 5-1; 7 luglio 1946 Sampierdarenese -Genoa 0-4 (ultimo derby disputato prima della fusione tra Sampierdarenese e Andrea Doria).
Amichevoli: 6 febbraio 1927, Genoa-Sampierdarenese 6-1, 6 gennaio 1932, Genoa-Sampierdarenese 2-1; 22 ottobre 1933, Genoa-Sampierdarenese 2-1; 10 giugno 1935, Sampierdarenese-Genoa 2-2; 30 dicembre 1934, Genoa-Sampierdarenese 3-1. 5 settembre 1937, Liguria-Genova 0-2; 12 e 19 giugno 1938 per la Coppa Federale, Liguria-Genova 1-1 e 1-3; 25 marzo 1945, Genova-Liguria 2-0. Prima del 1926: 23 novembre 1924, Genoa - Sampierdarenese 1-1.

### Sampierdarenese-Andrea Doria
È diventato il primo derby moderno: il 1º luglio 1926 fu infatti al contempo il giorno dell'effettiva annessione di Sampierdarena al comune di Genova, sia quello dell’introduzione della prima forma di professionismo nel calcio italiano e le due squadre per la stagione 1926-27, vennero inserite nello stesso girone di Divisione Nazionale. Vengono qui conteggiati i derby validi per il massimo campionato e di Prima divisione 1931-1932, antenata della Serie C, disputati dopo l'annessione di Sampierdarena al comune di Genova (+ a fianco partite, vittorie e reti prima del 1926)
|                              | Gare giocate | Vittorie Sampierdarenese | Pareggi | Vittorie Andrea Doria | Reti Sampierdarenese | Reti A.Doria |
| Prima Categoria              | (4)          | (0)                      | (1)     | (3)                   | (3)                  | (10)         |
| Prima Divisione (1* livello) | (2)          | (1)                      | (0)     | (1)                   | (3)                  | (2)          |
| Divisione Nazionale          | 4            | 3                        | 1       | 0                     | 3                    | 0            |
| Prima Divisione (3º livello) | 2            | 0                        | 2       | 0                     | 3                    | 3            |
| Totale                       | 6(+6)        | 3(+1)                    | 3(+1)   | 0(+4)                 | 6(+6)                | 3(+12)       |

### Genoa-La Dominante
I derby disputati tra l'allora Genova 1893 circolo calcio e l'associazione calcio La Dominante non ebbero mai luogo in una competizione ufficiale ma soltanto in gare amichevoli (7 aprile 1929 Genoa - La Dominante 2-0; 24 settembre 1929 La Dominante - Genoa 4-5).
|                          | Gare giocate | Vittorie Genoa | Pareggi | Vittorie La Dominante | Reti Genoa | Reti La Dominante |
| ------------------------ | ------------ | -------------- | ------- | --------------------- | ---------- | ----------------- |
| Totale (solo amichevoli) | 2            | 2              | 0       | 0                     | 7          | 4                 |

### Genoa-Sampdoria
|                       | Gare giocate | Vittorie Genoa | Pareggi | Vittorie Sampdoria | Reti Genoa | Reti Sampdoria |
| Serie A               | 78           | 18             | 29      | 31                 | 77         | 98             |
| Serie B               | 16           | 5              | 6       | 5                  | 13         | 13             |
| Campionato            | 94           | 23             | 35      | 36                 | 90         | 111            |
| Coppa Italia          | 14           | 3              | 4       | 7                  | 15         | 16             |
| Totale gare ufficiali | 108          | 26             | 40      | 42                 | 106        | 128            |
| Altri incontri        | 18           | 5              | 9       | 4                  | 29         | 32             |
| Totale                | 126          | 31             | 49      | 46                 | 134        | 159            |

## Risultati

### Fino al 1946
Sono qui riportati tutti i derby disputati in partite ufficiali fra il Genoa e le squadre che hanno dato vita alla Sampdoria: Andrea Doria e Sampierdarenese (Liguria tra il 1937 ed il 1945). Quest'ultima solo a partire dal 1926, anno di annessione del comune di Sampierdarena al comune di Genova.
| Nº | Data       | Competizione                         | Casa            | Risultato | Trasferta       | Marcatori                                                                                            | Riassunto |
| -- | ---------- | ------------------------------------ | --------------- | --------- | --------------- | --- | --------- |
| 1  | 09/03/1902 | Campionato Italiano di Football 1902 | Genoa           | 3-1       | Andrea Doria    | Pasteur x2 (G), Salvadè (G), Bolognini (A)                                                           |           |
| 2  | 05/02/1905 | Prima Categoria 1905                 | Genoa           | 0-0       | Andrea Doria    | |           |
| 3  | 19/02/1905 | Prima Categoria 1905                 | Andrea Doria    | 0-1       | Genoa           | Agar                                                                                                 |           |
| 4  | 07/01/1906 | Prima Categoria 1906                 | Genoa           | 3-1       | Andrea Doria    | Ed. Pasteur (G), En. Pasteur (G), Mayer (G), Amey (A)                                                |           |
| 5  | 14/01/1906 | Prima Categoria 1906                 | Andrea Doria    | 0-1       | Genoa           | Gromadzki                                                                                            |           |
| 6  | 13/01/1907 | Prima Categoria 1907                 | Genoa           | 1-1       | Andrea Doria    | ? |           |
| 7  | 03/02/1907 | Prima Categoria 1907                 | Andrea Doria    | 3-1       | Genoa           | Francesco Calì (A), Ansaldo (A), Giordano (A), ? (G)                                                 | [ A 1 ]   |
| 8  | 17/01/1909 | Prima Categoria 1909                 | Andrea Doria    | 1-1       | Genoa           | Santamaria (A), Herzog (G)                                                                           |           |
| 9  | 07/02/1909 | Prima Categoria 1909                 | Genoa           | 3-3       | Andrea Doria    | Hug x2 (G), ?’ (rig.), Herzog (G), Sardi (A) x2 ?’ (rig.) Calì (A)                                   |           |
| 10 | 21/02/1909 | Prima Categoria 1909                 | Andrea Doria    | 1-2       | Genoa           | De Marchi (A), Herrmann (G), Ravano (G)                                                              | [ B 1 ]   |
| 11 | 28/11/1909 | Prima Categoria 1909-1910            | Genoa           | 3-1       | Andrea Doria    | Mayer (G), Crocco I (G), ? (G), ? (A)                                                                |           |
| 12 | 30/01/1910 | Prima Categoria 1909-1910            | Andrea Doria    | 3-0       | Genoa           | Santamaria, Sardi, De Marchi                                                                         |           |
| 13 | 18/12/1910 | Prima Categoria 1910-1911            | Andrea Doria    | 2-3       | Genoa           | De Marchi (A), Giordano (A), Davis x2 (G), Hurni (G)                                                 |           |
| 14 | 05/03/1911 | Prima Categoria 1910-1911            | Genoa           | 1-2       | Andrea Doria    | Hurni (G), Sardi (A), Griffini (A)                                                                   |           |
| 15 | 19/11/1911 | Prima Categoria 1911-1912            | Andrea Doria    | 1-2       | Genoa           | Hurni (A), Maranghi x2 (G)                                                                           |           |
| 16 | 04/02/1912 | Prima Categoria 1911-1912            | Genoa           | 1-1       | Andrea Doria    | Murphy (G), Sardi (A)                                                                                |           |
| 17 | 10/11/1912 | Prima Categoria 1912-1913            | Genoa           | 6-0       | Andrea Doria    | Eastwood x3, Crocco II x2, Grant                                                                     |           |
| 18 | 02/02/1913 | Prima Categoria 1912-1913            | Andrea Doria    | 1-5       | Genoa           | Fresia (A), Mariani (G), Grant x2, Eastwood x2                                                       |           |
| 19 | 09/11/1913 | Prima Categoria 1913-1914            | Genoa           | 1-0       | Andrea Doria    | Walsingham                                                                                           |           |
| 20 | 25/01/1914 | Prima Categoria 1913-1914            | Andrea Doria    | 3-5       | Genoa           | Stella x2 (A), ?(A), Walsingham (G), Benvenuto x2 (G), Crocco I (G), Crocco II (G)                   |           |
| 21 | 18/10/1914 | Prima Categoria 1914-1915            | Genoa           | 3-0       | Andrea Doria    | De Vecchi, Benvenuto, Sardi                                                                          |           |
| 22 | 22/11/1914 | Prima Categoria 1914-1915            | Andrea Doria    | 0-8       | Genoa           | Walsingham x2, Santamaria x2, De Vecchi (rig.), Traverso, Mariani, Sardi                             |           |
| 23 | 12/10/1919 | Prima Categoria 1919-1920            | Genoa           | 5-1       | Andrea Doria    | Sardi x2 (G), Dellacasa x2 (G), Bergamino I (G), Bagnasco (A)                                        |           |
| 24 | 23/11/1919 | Prima Categoria 1919-1920            | Andrea Doria    | 1-1       | Genoa           | Chiominati (A), Brezzi (rig.) (G)                                                                    |           |
| 25 | 19/12/1920 | Prima Categoria 1920-1921            | Andrea Doria    | 2-0       | Genoa           | De Marchi, Bixio                                                                                     |           |
| 26 | 27/03/1921 | Prima Categoria 1920-1921            | Genoa           | 2-0       | Andrea Doria    | Dellacasa, De Vecchi                                                                                 |           |
| 28 | 24/10/1926 | Divisione Nazionale 1926-1927        | Andrea Doria    | 1-1       | Sampierdarenese | | [ C 1 ]   |
| 29 | 09/01/1927 | Divisione Nazionale 1926-1927        | Sampierdarenese | 3-0       | Andrea Doria    | |           |
| 30 | 13/12/1931 | Prima Divisione 1931-1932            | Andrea Doria    | 1-1       | Sampierdarenese | | [ D 1 ]   |
| 31 | 24/04/1932 | Prima Divisione 1931-1932            | Sampierdarenese | 2-2       | Andrea Doria    | |           |
| 32 | 06/10/1935 | Serie A 1935-1936                    | Sampierdarenese | 1-2       | Genoa           | 25' Bodini (rig.) (S), 31' Orlandini (rig.) (G), 46' Gobbi (G)                                       | [ E 1 ]   |
| 33 | 09/02/1936 | Serie A 1935-1936                    | Genoa           | 3-0       | Sampierdarenese | 9' Ferrari, 42' Esposto, 51' Gobbi                                                                   |           |
| 34 | 04/10/1936 | Serie A 1936-1937                    | Genoa           | 1-1       | Sampierdarenese | 45' Bodini (rig.) (S), 65' Pantani (G)                                                               |           |
| 35 | 07/02/1937 | Serie A 1936-1937                    | Sampierdarenese | 0-2       | Genoa           | 70' Marchionneschi, 80' Pantani                                                                      |           |
| 36 | 17/10/1937 | Serie A 1937-1938                    | Liguria         | 0-1       | Genoa           | 12' Persia aut.                                                                                      | [ F 1 ]   |
| 37 | 20/02/1938 | Serie A 1937-1938                    | Genoa           | 0-2       | Liguria         | 19' Peretti, 77' Bollano                                                                             | [ G 1 ]   |
| 38 | 16/10/1938 | Serie A 1938-1939                    | Genoa           | 0-1       | Liguria         | 8' Peretti                                                                                           |           |
| 39 | 26/02/1939 | Serie A 1938-1939                    | Liguria         | 1-0       | Genoa           | 56' Callegari                                                                                        | [ H 1 ]   |
| 40 | 03/12/1939 | Serie A 1939-1940                    | Liguria         | 2-1       | Genoa           | 53' Spadavecchia (L), 60' Genta (G), 61' Lazzaretti (L)                                              | [ I 1 ]   |
| 41 | 31/03/1940 | Serie A 1939-1940                    | Genoa           | 2-0       | Liguria         | 18' Bertoni, 30' Conti                                                                               | [ L 1 ]   |
| 42 | 28/12/1941 | Serie A 1941-1942                    | Genoa           | 1-1       | Liguria         | 14' Andrighetto aut. (L), 65' Ispiro (G)                                                             |           |
| 43 | 10/05/1942 | Serie A 1941-1942                    | Liguria         | 3-4       | Genoa           | 1' Alghisi (L), 19' Trevisan (G), 20' Borrini (L), 22' Pisano (L), 73' Neri (G), 74', 86' Ispiro (G) | [ M 1 ]   |
| 44 | 01/11/1942 | Serie A 1942-1943                    | Genoa           | 3-0       | Liguria         | 27', 74' Trevisan, 37' Bretoni                                                                       |           |
| 45 | 14/02/1943 | Serie A 1942-1943                    | Liguria - Genoa | 1-2       | Genoa           | 53' Ispiro (G), 60' Tabor (rig.) (L), 89' Trevisan (G)                                               |           |
| 46 | 05/03/1944 | Campionato Alta Italia 1943-1944     | Genoa           | 1-3       | Liguria         | | [ N 1 ]   |
| 47 | 07/05/1944 | Campionato Alta Italia 1943-1944     | Liguria         | 2-1       | Genoa           | | [ N 1 ]   |
| 48 | 21/10/1945 | Divisione Nazionale 1945-1946        | Andrea Doria    | 0-1       | Sampierdarenese | 17' Parvis                                                                                           | [ O 1 ]   |
| 49 | 16/12/1945 | Divisione Nazionale 1945-1946        | Genoa           | 0-3       | Andrea Doria    | 23' Di Piazza, 29' Baldini, 85' Badiali                                                              | [ P 1 ]   |
| 50 | 06/01/1946 | Divisione Nazionale 1945-1946        | Genoa           | 0-2       | Sampierdarenese | 23' Fiorini, 85' Parvis                                                                              |           |
| 51 | 27/01/1946 | Divisione Nazionale 1945-1946        | Sampierdarenese | 1-0       | Andrea Doria    | 48' Fiorini                                                                                          | [ Q 1 ]   |
| 52 | 17/03/1946 | Divisione Nazionale 1945-1946        | Andrea Doria    | 0-1       | Genoa           | 71' Trevisan                                                                                         | [ R 1 ]   |
| 53 | 07/04/1946 | Divisione Nazionale 1945-1946        | Sampierdarenese | 1-1       | Genoa           | 5' Neri (G), 82' Ventimiglia (S)                                                                     |           |

#### Riassunti
| Nº    | Riassunto |
| ----- | --------- |
| 7     | 1.        |
| 10    | 1.        |
| 28    | 1.        |
| 30    | 1.        |
| 32    | 1.        |
| 36    | 1.        |
| 37    | 1.        |
| 39    | 1.        |
| 40    | 1.        |
| 41    | 1.        |
| 43    | 1.        |
| 46-47 | 1.        |
| 48    | 1.        |
| 49    | 1.        |
| 51    | 1.        |
| 52    | 1.        |

### Dal 1946
| Nº  | Data       | Competizione           | Casa      | Risultato       | Trasferta | Marcatori Genoa                                            | Marcatori Sampdoria                                         | Riassunto |
| --- | ---------- | ---------------------- | --------- | --------------- | --------- | ---------------------------------------------------------- | ----------------------------------------------------------- | --------- |
| 1   | 03/11/1946 | Serie A 1946-1947      | Sampdoria | 3 - 0           | Genoa     |                                                            | 26' Baldini, 42' Frugali, 48' Fiorini                       | [ A1 1 ]  |
| 2   | 03/03/1947 | Serie A 1946-1947      | Genoa     | 2 - 3           | Sampdoria | 59' Piacentini (aut.), 89' Dalla Torre                     | 31' D'Alconzo, 40', 66' Bassetto                            | [ A2 1 ]  |
| 3   | 16/11/1947 | Serie A 1947-1948      | Genoa     | 2 - 1           | Sampdoria | 59' Verdeal, 85' Trevisani                                 | 9' Baldini                                                  | [ A3 1 ]  |
| 4   | 22/04/1948 | Serie A 1947-1948      | Sampdoria | 1 - 1           | Genoa     | 20' Dalla Torre                                            | 46' Baldini                                                 | [ A4 1 ]  |
| 5   | 17/10/1948 | Serie A 1948-1949      | Sampdoria | 5 - 1           | Genoa     | 37' Corradini                                              | 5', 63' Curti, 17' Baldini, 58' Bassetto, 59' Prunecchi     | [ A5 1 ]  |
| 6   | 06/02/1949 | Serie A 1948-1949      | Genoa     | 0 - 0           | Sampdoria |                                                            |                                                             | [ A6 1 ]  |
| 7   | 09/10/1949 | Serie A 1949-1950      | Genoa     | 0 - 1           | Sampdoria |                                                            | 65' Bassetto                                                | [ A7 1 ]  |
| 8   | 12/02/1950 | Serie A 1949-1950      | Sampdoria | 1 - 1           | Genoa     | 10' Formentin                                              | 68' Sabbatella                                              | [ A8 1 ]  |
| 9   | 03/12/1950 | Serie A 1950-1951      | Sampdoria | 2 - 1           | Genoa     | 60' Baldini (rig.)                                         | 21' Arrighini (rig.), 78' Gratton                           | [ A9 1 ]  |
| 10  | 22/04/1951 | Serie A 1950-1951      | Genoa     | 2 - 3           | Sampdoria | 45' De Prati, 82' Mellberg                                 | 6' Bergamo, 17' Bassetto, 88' Sabbatella                    | [ B1 1 ]  |
| 11  | 22/11/1953 | Serie A 1953-1954      | Genoa     | 0 - 1           | Sampdoria | 45' Testa                                                  | [ B2 1 ]                                                    |           |
| 12  | 04/04/1954 | Serie A 1953-1954      | Sampdoria | 0 - 0           | Genoa     |                                                            |                                                             | [ B3 1 ]  |
| 13  | 14/11/1954 | Serie A 1954-1955      | Sampdoria | 2 - 2           | Genoa     | 19' Carapellese, 48' Dal Monte                             | 37' Ronzon, 47' Tortul                                      | [ B4 1 ]  |
| 14  | 10/04/1955 | Serie A 1954-1955      | Genoa     | 1 - 1           | Sampdoria | 6' Frizzi                                                  | 50' Conti                                                   |           |
| 15  | 23/10/1955 | Serie A 1955-1956      | Genoa     | 2 - 1           | Sampdoria | 31', 44' Di Pietro                                         | 47' Tortul (rig.)                                           | [ B5 1 ]  |
| 16  | 18/03/1956 | Serie A 1955-1956      | Sampdoria | 0 - 0           | Genoa     |                                                            |                                                             |           |
| 17  | 28/10/1956 | Serie A 1956-1957      | Sampdoria | 3 - 2           | Genoa     | 18' Carapellese, 35' Macor                                 | 40' Firmani, 47' Ocwirk, 60' De Angelis (aut.)              | [ B6 1 ]  |
| 18  | 17/03/1957 | Serie A 1956-1957      | Genoa     | 1 - 1           | Sampdoria | 35' Farina (aut.)                                          | 75' Ronzon                                                  | [ B7 1 ]  |
| 19  | 01/11/1957 | Serie A 1957-1958      | Genoa     | 3 - 1           | Sampdoria | 40' Firotto, 46' Corso, 75' Leoni                          | 23' Firmani                                                 | [ B8 1 ]  |
| 20  | 09/03/1958 | Serie A 1957-1958      | Sampdoria | 0 - 0           | Genoa     |                                                            |                                                             |           |
| 21  | 22/06/1958 | Coppa Italia 1957-1958 | Genoa     | 1 - 3           | Sampdoria | 82' Barison                                                | 49', 55' Conti, 75' Tortul                                  | [ B9 1 ]  |
| 22  | 13/07/1958 | Coppa Italia 1957-1958 | Sampdoria | 0 - 2           | Genoa     |                                                            | 10' Firotto, 53' Barison                                    | [ B9 1 ]  |
| 23  | 16/11/1958 | Serie A 1958-1959      | Sampdoria | 2 - 1           | Genoa     | 82' Maccacaro                                              | 75', 88' Cucchiaroni                                        | [ C1 1 ]  |
| 24  | 29/03/1959 | Serie A 1958-1959      | Genoa     | 0 - 0           | Sampdoria |                                                            |                                                             |           |
| 25  | 15/11/1959 | Serie A 1959-1960      | Genoa     | 1 - 2           | Sampdoria | 56' Abbadie                                                | 14' Mora, 72' Ocwirk                                        | [ C2 1 ]  |
| 26  | 03/04/1960 | Serie A 1959-1960      | Sampdoria | 3 - 0           | Genoa     |                                                            | 64' Mora, 72', 90' Skoglund                                 | [ C3 1 ]  |
| 27  | 14/10/1962 | Serie A 1962-1963      | Genoa     | 2 - 1           | Sampdoria | 32' Bean, 57' Firmani                                      | 72' Brighenti                                               | [ C4 1 ]  |
| 28  | 17/02/1963 | Serie A 1962-1963      | Sampdoria | 3 - 1           | Genoa     | 6' Pantaleoni                                              | 22' Toschi, 56', 81' rig. Da Silva                          | [ C5 1 ]  |
| 29  | 19/01/1964 | Serie A 1963-1964      | Sampdoria | 0 - 1           | Genoa     | 61' Piaceri                                                |                                                             | [ C6 1 ]  |
| 30  | 22/03/1964 | Serie A 1963-1964      | Genoa     | 0 - 1           | Sampdoria |                                                            | 50' Barison                                                 | [ C7 1 ]  |
| 31  | 22/11/1964 | Serie A 1964-1965      | Genoa     | 2 - 1           | Sampdoria | 36' Zigoni, 61' Gilardoni                                  | 57' Da Silva                                                | [ C8 1 ]  |
| 32  | 04/04/1965 | Serie A 1964-1965      | Sampdoria | 0 - 1           | Genoa     | 35' Zigoni                                                 |                                                             | [ C9 1 ]  |
| 33  | 03/09/1966 | Coppa Italia 1966-1967 | Sampdoria | 1 - 0           | Genoa     |                                                            | 81' Tentorio (rig.)                                         | [ D1 1 ]  |
| 34  | 16/10/1966 | Serie B 1966-1967      | Sampdoria | 0 - 0           | Genoa     |                                                            |                                                             | [ D2 1 ]  |
| 35  | 12/03/1967 | Serie B 1966-1967      | Genoa     | 1 - 0           | Sampdoria | 9' Rivara                                                  |                                                             | [ D3 1 ]  |
| 36  | 08/09/1968 | Coppa Italia 1968-1969 | Sampdoria | 2 - 1           | Genoa     | 46' Morelli                                                | 9' Salvi, 31' Frustalupi                                    | [ D4 1 ]  |
| 37  | 31/08/1969 | Coppa Italia 1969-1970 | Genoa     | 1 - 1           | Sampdoria | 44' Osterman                                               | 69' Benetti                                                 | [ D5 1 ]  |
| 38  | 19/09/1971 | Coppa Italia 1971-1972 | Sampdoria | 1 - 1           | Genoa     | 42' Cini                                                   | 49' Casone                                                  | [ D6 1 ]  |
| 39  | 03/09/1972 | Coppa Italia 1972-1973 | Genoa     | 0 - 0           | Sampdoria |                                                            |                                                             | [ D7 1 ]  |
| 40  | 25/11/1973 | Serie A 1973-1974      | Genoa     | 0 - 2           | Sampdoria |                                                            | 19' Salvi, 35' Maselli (aut.)                               | [ D8 1 ]  |
| 41  | 17/03/1974 | Serie A 1973-1974      | Sampdoria | 1 - 1           | Genoa     | 80' Derlin                                                 | 89' Maraschi                                                | [ D9 1 ]  |
| 42  | 07/11/1976 | Serie A 1976-1977      | Genoa     | 1 - 1           | Sampdoria | 15' Pruzzo (rig.)                                          | 55' Callioni (rig.)                                         | [ E1 1 ]  |
| 43  | 13/03/1977 | Serie A 1976-1977      | Sampdoria | 1 - 2           | Genoa     | 44' Damiani, 78' Pruzzo                                    | 3' Zecchini                                                 | [ E2 1 ]  |
| 44  | 30/08/1978 | Coppa Italia 1978-1979 | Genoa     | 0 - 1           | Sampdoria |                                                            | 8' Bresciani (rig.)                                         | [ E3 1 ]  |
| 45  | 22/10/1978 | Serie B 1978-1979      | Sampdoria | 0 - 2           | Genoa     | 35', 61' Damiani                                           |                                                             | [ E4 1 ]  |
| 46  | 18/03/1979 | Serie B 1978-1979      | Genoa     | 0 - 1           | Sampdoria |                                                            | 38' Roselli                                                 | [ E5 1 ]  |
| 47  | 28/10/1979 | Serie B 1979-1980      | Genoa     | 0 - 0           | Sampdoria |                                                            |                                                             |           |
| 48  | 16/03/1980 | Serie B 1979-1980      | Sampdoria | 3 - 2           | Genoa     | 21' Gorin, 51' Giovannelli,                                | 30' Sartori, 59' Genzano, 65' Roselli                       | [ E6 1 ]  |
| 49  | 07/12/1980 | Serie B 1980-1981      | Sampdoria | 1 - 1           | Genoa     | 65' Manfrin (rig.)                                         | 63' Delneri                                                 | [ E7 1 ]  |
| 50  | 10/05/1981 | Serie B 1980-1981      | Genoa     | 1 - 1           | Sampdoria | 22' Todesco                                                | 78' Roselli                                                 | [ E8 1 ]  |
| 51  | 28/11/1982 | Serie A 1982-1983      | Genoa     | 1 - 1           | Sampdoria | 80' Fiorini                                                | 9' Mancini                                                  | [ E9 1 ]  |
| 52  | 10/04/1983 | Serie A 1982-1983      | Sampdoria | 2 - 2           | Genoa     | 41', 79' Briaschi                                          | 30' Renica, 76' Viola (aut.)                                | [ F1 1 ]  |
| 53  | 06/11/1983 | Serie A 1983-1984      | Sampdoria | 2 - 0           | Genoa     |                                                            | 16' Faccenda (aut.), 58' Mancini                            | [ F2 1 ]  |
| 54  | 18/03/1984 | Serie A 1983-1984      | Genoa     | 0 - 0           | Sampdoria |                                                            |                                                             | [ F3 1 ]  |
| 55  | 30/08/1989 | Coppa Italia 1989-1990 | Genoa     | 0 - 1           | Sampdoria |                                                            | 42' Vialli (rig.)                                           | [ F4 1 ]  |
| 56  | 01/10/1989 | Serie A 1989-1990      | Genoa     | 1 - 2           | Sampdoria | 19' Fontolan                                               | 44' Vialli, 60' Mancini                                     | [ F5 1 ]  |
| 57  | 11/02/1990 | Serie A 1989-1990      | Sampdoria | 0 - 0           | Genoa     |                                                            |                                                             |           |
| 58  | 25/11/1990 | Serie A 1990-1991      | Sampdoria | 1 - 2           | Genoa     | 27' Eranio, 74' Branco                                     | 49' Vialli                                                  | [ F6 1 ]  |
| 59  | 30/03/1991 | Serie A 1990-1991      | Genoa     | 0 - 0           | Sampdoria |                                                            |                                                             |           |
| 60  | 27/10/1991 | Serie A 1991-1992      | Genoa     | 0 - 0           | Sampdoria |                                                            |                                                             |           |
| 61  | 15/03/1992 | Serie A 1991-1992      | Sampdoria | 2 - 2           | Genoa     | 3' Signorini, 18' Bortolazzi                               | 15' Katanec, 41' Mancini                                    | [ F7 1 ]  |
| 62  | 01/11/1992 | Serie A 1992-1993      | Sampdoria | 4 - 1           | Genoa     | 77' Padovano                                               | 3' Fortunato (aut.), 38' Lanna, 87' Jugović, 90' Bertarelli | [ F8 1 ]  |
| 63  | 28/03/1993 | Serie A 1992-1993      | Genoa     | 0 - 0           | Sampdoria |                                                            |                                                             |           |
| 64  | 05/12/1993 | Serie A 1993-1994      | Genoa     | 1 - 1           | Sampdoria | 1' Ruotolo,                                                | 43' Platt                                                   | [ F9 1 ]  |
| 65  | 10/04/1994 | Serie A 1993-1994      | Sampdoria | 1 - 1           | Genoa     | 14' Vink,                                                  | 15' Jugović                                                 | [ G1 1 ]  |
| 66  | 04/12/1994 | Serie A 1994-1995      | Sampdoria | 3 - 2           | Genoa     | 14' Miura, 87' Galante                                     | 15' Vierchowod, 24' Lombardo, 83' Maspero                   | [ G2 1 ]  |
| 67  | 30/04/1995 | Serie A 1994-1995      | Genoa     | 2 - 1           | Sampdoria | 67' Van't Schip, 76' Skuhravý (rig.)                       | 52' Platt                                                   | [ G3 1 ]  |
| 68  | 28/08/1996 | Coppa Italia 1996-1997 | Genoa     | 2 - 2           | Sampdoria | 46', 56' Nappi                                             | 21', 45' rig. Montella                                      | [ G4 1 ]  |
| 69  | 02/10/1996 | Coppa Italia 1996-1997 | Sampdoria | 0 - 2           | Genoa     | 51' Morello, 92' Rutzittu                                  |                                                             | [ G5 1 ]  |
| 70  | 22/10/1999 | Serie B 1999-2000      | Genoa     | 1 - 1           | Sampdoria | 86' Ruotolo                                                | 44' Castellini                                              | [ G6 1 ]  |
| 71  | 20/03/2000 | Serie B 1999-2000      | Sampdoria | 0 - 1           | Genoa     | 56' Carparelli                                             |                                                             | [ G7 1 ]  |
| 72  | 07/11/2000 | Serie B 2000-2001      | Sampdoria | 2 - 0           | Genoa     |                                                            | 58' Dionigi, 76' Esposito                                   | [ G8 1 ]  |
| 73  | 02/04/2001 | Serie B 2000-2001      | Genoa     | 2 - 0           | Sampdoria | 5' Mutarelli, 92' Stroppa                                  |                                                             | [ G9 1 ]  |
| 74  | 04/11/2001 | Serie B 2001-2002      | Genoa     | 1 - 0           | Sampdoria | 71' Francioso                                              |                                                             | [ H1 1 ]  |
| 75  | 08/04/2002 | Serie B 2001-2002      | Sampdoria | 0 - 0           | Genoa     |                                                            |                                                             | [ H2 1 ]  |
| 76  | 03/09/2002 | Coppa Italia 2002-2003 | Genoa     | 1 - 2           | Sampdoria | 56' De Francesco                                           | 2' Flachi, 58' Bazzani                                      | [ H3 1 ]  |
| 77  | 15/11/2002 | Serie B 2002-2003      | Sampdoria | 2 - 1           | Genoa     | 75' D'Isanto                                               | 18' Bazzani, 32' Flachi                                     | [ H4 1 ]  |
| 78  | 19/04/2003 | Serie B 2002-2003      | Genoa     | 0 - 2           | Sampdoria |                                                            | 8' Živković, 46' Conte                                      | [ H5 1 ]  |
| 79  | 23/09/2007 | Serie A 2007-2008      | Sampdoria | 0 - 0           | Genoa     |                                                            |                                                             | [ H6 1 ]  |
| 80  | 17/02/2008 | Serie A 2007-2008      | Genoa     | 0 - 1           | Sampdoria |                                                            | 86' Maggio                                                  | [ H7 1 ]  |
| 81  | 07/12/2008 | Serie A 2008-2009      | Sampdoria | 0 - 1           | Genoa     | 50' Milito                                                 |                                                             | [ H8 1 ]  |
| 82  | 03/05/2009 | Serie A 2008-2009      | Genoa     | 3 - 1           | Sampdoria | 30', 73', 93' Milito                                       | 45' Campagnaro                                              | [ H9 1 ]  |
| 83  | 28/11/2009 | Serie A 2009-2010      | Genoa     | 3 - 0           | Sampdoria | 9' Milanetto (rig.), 54' Marco Rossi, 74' Palladino (rig.) |                                                             | [ I1 1 ]  |
| 84  | 11/04/2010 | Serie A 2009-2010      | Sampdoria | 1 - 0           | Genoa     |                                                            | 23' Cassano                                                 | [ I2 1 ]  |
| 85  | 16/2/2011  | Serie A 2010-2011      | Sampdoria | 0 - 1           | Genoa     | 55' Rafinha                                                |                                                             | [ I3 1 ]  |
| 86  | 08/05/2011 | Serie A 2010-2011      | Genoa     | 2 - 1           | Sampdoria | 46' Floro Flores, 97' Boselli                              | 68' Pozzi                                                   | [ I4 1 ]  |
| 87  | 18/11/2012 | Serie A 2012-2013      | Sampdoria | 3 - 1           | Genoa     | 73' Immobile                                               | 16' Poli, 36' Bovo (aut.), 88' Icardi                       | [ I5 1 ]  |
| 88  | 14/04/2013 | Serie A 2012-2013      | Genoa     | 1 - 1           | Sampdoria | 80' Matuzalém                                              | 25' Éder                                                    | [ I6 1 ]  |
| 89  | 15/09/2013 | Serie A 2013-2014      | Sampdoria | 0 - 3           | Genoa     | 9' Antonini, 50' Calaiò, 66' Lodi                          |                                                             | [ I7 1 ]  |
| 90  | 03/02/2014 | Serie A 2013-2014      | Genoa     | 0 - 1           | Sampdoria |                                                            | 24' Maxi López                                              | [ I8 1 ]  |
| 91  | 28/09/2014 | Serie A 2014-2015      | Genoa     | 0 - 1           | Sampdoria |                                                            | 75' Gabbiadini                                              | [ I9 1 ]  |
| 92  | 24/02/2015 | Serie A 2014-2015      | Sampdoria | 1 - 1           | Genoa     | 17' Falque,                                                | 19' Éder                                                    | [ L1 1 ]  |
| 93  | 05/01/2016 | Serie A 2015-2016      | Genoa     | 2 - 3           | Sampdoria | 69', 81' Pavoletti                                         | 18', 49' Soriano, 39' Éder                                  | [ L2 1 ]  |
| 94  | 08/05/2016 | Serie A 2015-2016      | Sampdoria | 0 - 3           | Genoa     | 3' Pavoletti, 26', 74' Suso                                |                                                             | [ L3 1 ]  |
| 95  | 22/10/2016 | Serie A 2016-2017      | Sampdoria | 2 - 1           | Genoa     | 24' Rigoni                                                 | 12' Muriel, 47' Izzo (aut.)                                 | [ L4 1 ]  |
| 96  | 11/03/2017 | Serie A 2016-2017      | Genoa     | 0 - 1           | Sampdoria |                                                            | 71' Muriel                                                  | [ L5 1 ]  |
| 97  | 04/11/2017 | Serie A 2017-2018      | Genoa     | 0 - 2           | Sampdoria |                                                            | 24' Ramírez, 85' Quagliarella                               | [ L6 1 ]  |
| 98  | 08/04/2018 | Serie A 2017-2018      | Sampdoria | 0 - 0           | Genoa     |                                                            |                                                             | [ L7 1 ]  |
| 99  | 25/11/2018 | Serie A 2018-2019      | Genoa     | 1 - 1           | Sampdoria | 17' Piątek (rig.)                                          | 8' Quagliarella                                             | [ L8 1 ]  |
| 100 | 14/04/2019 | Serie A 2018-2019      | Sampdoria | 2 - 0           | Genoa     |                                                            | 3' Defrel, 52' Quagliarella (rig.)                          | [ L9 1 ]  |
| 101 | 14/12/2019 | Serie A 2019-2020      | Genoa     | 0 - 1           | Sampdoria |                                                            | 85' Gabbiadini                                              | [ M1 1 ]  |
| 102 | 22/07/2020 | Serie A 2019-2020      | Sampdoria | 1 - 2           | Genoa     | 22' Criscito (rig.), 72' Lerager                           | 32' Gabbiadini                                              | [ M2 1 ]  |
| 103 | 01/11/2020 | Serie A 2020-2021      | Sampdoria | 1 - 1           | Genoa     | 28' Scamacca                                               | 23' Jankto                                                  | [ M3 1 ]  |
| 104 | 26/11/2020 | Coppa Italia 2020-2021 | Sampdoria | 1 - 3           | Genoa     | 60', 72' Scamacca, 68' Lerager                             | 18' Verre                                                   | [ M4 1 ]  |
| 105 | 03/03/2021 | Serie A 2020-2021      | Genoa     | 1 - 1           | Sampdoria | 52' Zappacosta                                             | 77' Tonelli                                                 | [ M5 1 ]  |
| 106 | 10/12/2021 | Serie A 2021-2022      | Genoa     | 1 - 3           | Sampdoria | 78' Destro                                                 | 7' Gabbiadini, 49' Caputo, 67' Vanheusden (aut.)            | [ M6 1 ]  |
| 107 | 30/04/2022 | Serie A 2021-2022      | Sampdoria | 1 - 0           | Genoa     |                                                            | 25' Sabiri                                                  | [ M7 1 ]  |
| 108 | 25/09/2024 | Coppa Italia 2024-2025 | Genoa     | 1 - 1 (5-6 dtr) | Sampdoria | 9' Pinamonti                                               | 83' Borini                                                  |           |

#### Riassunti
| Nº    | Riassunto |
| ----- | --------- |
| 1     | 1.        |
| 2     | 1.        |
| 3     | 1.        |
| 4     | 1.        |
| 5     | 1.        |
| 6     | 1.        |
| 7     | 1.        |
| 8     | 1.        |
| 9     | 1.        |
| 10    | 1.        |
| 11    | 1.        |
| 12    | 1.        |
| 13    | 1.        |
| 15    | 1.        |
| 17    | 1.        |
| 18    | 1.        |
| 19    | 1.        |
| 21-22 | 1.        |
| 23    | 1.        |
| 25    | 1.        |
| 26    | 1.        |
| 27    | 1.        |
| 28    | 1.        |
| 29    | 1.        |
| 30    | 1.        |
| 31    | 1.        |
| 32    | 1.        |
| 33    | 1.        |
| 34    | 1.        |
| 35    | 1.        |
| 36    | 1.        |
| 37    | 1.        |
| 38    | 1.        |
| 39    | 1.        |
| 40    | 1.        |
| 41    | 1.        |
| 42    | 1.        |
| 43    | 1.        |
| 44    | 1.        |
| 45    | 1.        |
| 46    | 1.        |
| 48    | 1.        |
| 49    | 1.        |
| 50    | 1.        |
| 51    | 1.        |
| 52    | 1.        |
| 53    | 1.        |
| 54    | 1.        |
| 55    | 1.        |
| 56    | 1.        |
| 58    | 1.        |
| 61    | 1.        |
| 62    | 1.        |
| 64    | 1.        |
| 65    | 1.        |
| 66    | 1.        |
| 67    | 1.        |
| 68    | 1.        |
| 69    | 1.        |
| 70    | 1.        |
| 71    | 1.        |
| 72    | 1.        |
| 73    | 1.        |
| 74    | 1.        |
| 75    | 1.        |
| 76    | 1.        |
| 77    | 1.        |
| 78    | 1.        |
| 79    | 1.        |
| 80    | 1.        |
| 81    | 1.        |
| 82    | 1.        |
| 83    | 1.        |
| 84    | 1.        |
| 85    | 1.        |
| 86    | 1.        |
| 87    | 1.        |
| 88    | 1.        |
| 89    | 1.        |
| 90    | 1.        |
| 91    | 1.        |
| 92    | 1.        |
| 93    | 1.        |
| 94    | 1.        |
| 95    | 1.        |
| 96    | 1.        |
| 97    | 1.        |
| 98    | 1.        |
| 99    | 1.        |
| 100   | 1.        |
| 101   | 1.        |
| 102   | 1.        |
| 103   | 1.        |
| 104   | 1.        |
| 105   | 1.        |
| 106   | 1.        |
| 107   | 1.        |

## Marcatori
- 5  Baldini (4 Sampdoria, 1 Genoa )
- 5  Bassetto ( Sampdoria )
- 4  Mancini ( Sampdoria )
- 4  Gabbiadini ( Sampdoria )
- 4  Milito ( Genoa )
- 3  Barison (2 Genoa, 1 Sampdoria )
- 3  Conti ( Sampdoria )
- 3  Damiani ( Genoa )
- 3  Da Silva ( Sampdoria )
- 3   Éder ( Sampdoria )
- 3  Pavoletti ( Genoa )
- 3  Quagliarella ( Sampdoria )
- 3  Roselli ( Sampdoria )
- 3  Scamacca ( Genoa )
- 3  Vialli ( Sampdoria )

### Numero di derby a rete
- 5  Baldini (4 Sampdoria, 1 Genoa )
- 4  Bassetto ( Sampdoria )
- 4  Mancini ( Sampdoria )
- 4  Gabbiadini ( Sampdoria )
- 3  Barison (2 Genoa, 1 Sampdoria )
- 3  Roselli ( Sampdoria )
- 3  Tortul ( Sampdoria )
- 3  Vialli ( Sampdoria )
- 3  Éder ( Sampdoria )
- 3  Quagliarella ( Sampdoria )

### Triplette
- 1  Milito[10] ( Genoa )

### Doppiette
- 1  Bassetto ( Sampdoria )
- 1  Briaschi ( Genoa )
- 1  Conti ( Sampdoria )
- 1  Cucchiaroni ( Sampdoria )
- 1  Curti ( Sampdoria )
- 1  Damiani ( Genoa )
- 1  Da Silva ( Sampdoria )
- 1  Di Pietro ( Genoa )
- 1  Montella ( Sampdoria )
- 1  Nappi ( Genoa )
- 1  Pavoletti ( Genoa )
- 1  Scamacca (Genoa)
- 1  Skoglund ( Sampdoria )
- 1  Soriano ( Sampdoria )
- 1  Suso ( Genoa )

### A segno con entrambe le maglie
- Baldini (4 Sampdoria, 1 Genoa )
- Barison (2 Genoa, 1 Sampdoria )
- Firmani (1 Sampdoria, 1 Genoa )

### Espulsioni
- 2  Caricola (2 Genoa )
- 2  Nicola (2 Genoa )
- 1 27 calciatori (13 Genoa, 14 Sampdoria )

### Autoreti
- 21 calciatori (19 Genoa, 2 Sampdoria )

### Allenatori su entrambe le panchine
- Roberto Lerici (1 Sampdoria, 2 Genoa )
- Paolo Tabanelli (6 Sampdoria, 1 Genoa )
- Luigi Delneri (2 Sampdoria, 1 Genoa )
- Delio Rossi (1 Genoa, 2 Sampdoria )

### Arbitri
- 4  Riccardo Pieri (Trieste)
- 4  Giulio Campanati (Milano)
- 4  Luigi Agnolin (Bassano del Grappa)
- 3  Pietro D'Elia (Salerno)

## Statistiche complessive

### Marcatori
- 6  Baldini (1 Andrea Doria, 4 Sampdoria, 1 Genoa )
- 5  Bassetto ( Sampdoria )
- 5  Trevisan ( Genoa )
- 4  Milito ( Genoa )
- 4  Ispiro ( Genoa )
- 4  Mancini ( Sampdoria )
- 4  Gabbiadini ( Sampdoria )
- 3  Barison (2 Genoa, 1 Sampdoria )
- 3  Conti ( Sampdoria )
- 3  Damiani ( Genoa )
- 3  Éder ( Sampdoria )
- 3  Da Silva ( Sampdoria )
- 3  Fiorini (2 Sampierdarenese, 1 Sampdoria )
- 3  Pavoletti ( Genoa )
- 3  Roselli ( Sampdoria )
- 3  Scamacca ( Genoa )
- 3  Tortul ( Sampdoria )
- 3  Vialli ( Sampdoria )
- 3  Quagliarella ( Sampdoria )

### Numero di derby a rete
- 6  Baldini (1 Andrea Doria, 4 Sampdoria, 1 Genoa )
- 4  Bassetto ( Sampdoria )
- 4  Mancini ( Sampdoria )
- 4  Gabbiadini ( Sampdoria )
- 4  Trevisan ( Genoa )
- 3  Barison (2 Genoa, 1 Sampdoria )
- 3   Éder ( Sampdoria )
- 3  Fiorini (2 Sampierdarenese, 1 Sampdoria )
- 3  Ispiro ( Genoa )
- 3  Roselli ( Sampdoria )
- 3  Tortul ( Sampdoria )
- 3  Vialli ( Sampdoria )
- 3  Quagliarella ( Sampdoria )

### Triplette
- 1  Milito ( Genoa )

### Doppiette
- 1  Bassetto ( Sampdoria )
- 1  Briaschi ( Genoa )
- 1  Conti ( Sampdoria )
- 1  Cucchiaroni ( Sampdoria )
- 1  Curti ( Sampdoria )
- 1  Damiani ( Genoa )
- 1  Da Silva ( Sampdoria )
- 1  Ispiro ( Genoa )
- 1  Di Pietro ( Genoa )
- 1  Montella ( Sampdoria )
- 1  Nappi ( Genoa )
- 1  Pavoletti ( Genoa )
- 1  Scamacca ( Genoa )
- 1  Soriano ( Sampdoria )
- 1  Skoglund ( Sampdoria )
- 1  Suso ( Genoa )
- 1  Trevisan ( Genoa )

### A segno con maglie diverse
- Baldini (1 Andrea Doria, 4 Sampdoria, 1 Genoa )
- Barison (2 Genoa, 1 Sampdoria )
- Fiorini (2 Sampierdarenese, 1 Sampdoria )
- Firmani (1 Sampdoria, 1 Genoa )

## Statistiche per squadra
Vengono qui riportati i dati delle gare con fonti ufficiali tra una squadra e l'insieme degli avversari cittadini. Il Liguria e la Sampdoria hanno giocato solo derby contro il Genoa, per cui si rimanda ai relativi paragrafi.

### Il Genoa nei derby
Qui vengono riportati i dati delle gare con fonti ufficiali tra Genoa e l'insieme degli avversari cittadini (Andrea Doria, Sampierdarenese dal 1926, Dominante, Liguria, Sampdoria e 4 gare di campionato con la Spes Genova).
|        | Totale di gare giocate | Vittorie Genoa | Pareggi | Vittorie Avversari | Reti Genoa | Reti Avversari |
| Totale | 185                    | 79             | 60      | 48                 | 294        | 214            |

L’unione dei dati di Sampierdarenese, Sampdoria e Liguria, squadre con identico titolo sportivo secondo le norme della FIGC, fornisce l’insieme dei dati statistici relativi ai derby professionistici nella città di Genova.
|                       | Gare giocate | Vittorie Genoa | Pareggi | Vittorie Sampierd./Sampd. | Gol GEN | Gol SAM |
| Serie A               | 88           | 26             | 30      | 32                        | 97      | 104     |
| Serie B               | 16           | 5              | 6       | 5                         | 13      | 13      |
| Campionato            | 104          | 31             | 36      | 37                        | 110     | 117     |
| Coppa Italia          | 13           | 3              | 5       | 6                         | 15      | 16      |
| Totale gare ufficiali | 117          | 34             | 41      | 43                        | 125     | 133     |

### L'Andrea Doria nei derby
Qui vengono riportati i dati delle gare con fonti ufficiali tra l'Andrea Doria e l'insieme degli avversari cittadini (Genoa e Sampierdarenese)
|        | Totale di gare giocate | Vittorie Andrea Doria | Pareggi | Vittorie Avversari | Reti Andrea Doria | Reti Avversari |
| Totale | 46                     | 7                     | 11      | 29                 | 46                | 107            |

### La Sampierdarenese nei derby
Qui vengono riportati i dati delle gare con fonti ufficiali tra la Sampierdarenese e l'insieme degli avversari cittadini (Genoa e Andrea Doria), disputati dopo l'annessione di Sampierdarena al comune di Genova.
|        | Totale di gare giocate | Vittorie Sampierdarenese | Pareggi | Vittorie Avversari | Reti Sampierdarenese | Reti Avversari |
| Totale | 13                     | 2                        | 4       | 7                  | 13                   | 21             |

## Partite a ranghi unificati
Fino ad oggi si è verificata una sola occasione di "fusione" temporanea tra Genoa e Sampdoria, ovvero il 24 settembre 1969 in occasione della tournée europea del Santos di Pelè. La "Rappresentativa Genovese" giocò con la maglia rossa mentre per i pantaloni e i calzettoni venne deciso il colore bianco, la scelta cromatica è dovuta alla Croce di San Giorgio vessillo rappresentante la città (e la repubblica) di Genova. La partita fu un modo, oltre che per incassare dei soldi di fronte a 30.000 spettatori paganti, per tastare il terreno su un'ipotetica fusione visto il periodo negativo di ambedue le squadre; la partita finì 7 a 1 per i brasiliani. 
Sarebbe stato possibile un revival nel 2012 sotto il nome di "Uniti per Genova", la squadra avrebbe dovuto affrontare il Manchester City allora allenato da Roberto Mancini. I soldi ricavati dall'incontro sarebbero dovuti andare agli alluvionati colpiti dal disastro naturale che si abbatté sulla città il 4 novembre del 2011, tuttavia l'incontro fu prima rinviato e poi annullato a causa delle condizioni meteo previste per lo stesso giorno della partita

## Cultura di massa
- La stagione 1945-46 fu l'unica annata in cui tre squadre genovesi iscritte alla massima serie disputarono tutti i 6 derby nello stesso stadio (di Marassi). Questo perché lo stadio in precedenza usato da Sampierdarenese e Andrea Doria era stato reso inagibile dagli eventi bellici.
- Giuseppe Baldini è l'unico giocatore ad aver segnato in derby ufficiali con tre maglie diverse. In ordine cronologico, Andrea Doria, Sampdoria e Genoa.
- Nello special televisivo di Lupin III, Lupin III - La pagina segreta di Marco Polo, la parte iniziale è ambientata a Genova e le guardie di Palazzo San Giorgio stanno guardando il derby, esultando per il gol di un giocatore del Genoa[15].